# リック・ルーファス
リック・ルーファス（Rick Roufus、1966年6月3日 - ）は、アメリカ合衆国ウィスコンシン州ミルウォーキー出身の男性キックボクサー、プロボクサー、総合格闘家。ルーファス・キックボクシング・センター所属。
愛称は公式には「ザ・ジェット」であるが、「アメリカン・イーグル」とも呼ばれる、元ISKAフルコンタクト世界ヘビー級王者。元IKFインターナショナル世界ヘビー級王者。元ISKAフルコンタクト世界ライトヘビー級王者。元IKFフルコンタクト世界ライトヘビー級王者。世界2階級制覇王者。
キックボクサーのデューク・ルーファスは実弟。

## 来歴
1967年6月3日、アメリカ合衆国のウィスコンシン州ミルウォーキーで生まれる。幼少期、テコンドーを学んだ父の開いた空手道場で空手を学ぶ。テコンドーの技術の影響を受けたためか、後のプロの試合では、軸足をスライドさせながら放つ回し蹴りなどの影響が見られた。
1986年1月7日、ジョージア州で、シルベスター・キャッシュを下し、PKC全米ミドル級王座を獲得。
1987年4月16日、ジョージア州でジョン・モンカイヨを7RKOで下し、KICK世界スーパーミドル級王座を獲得した。
22歳のときに29戦目にしてアメリカ・ネバダ州ラスベガスで、チャンプア・ゲッソンリット（タイ）とローキックありのルール（3分5R）で対戦。ただし、肘打ちと膝蹴りは禁止で、ルーファスにとって初めてのローキック有りの試合だった。初回にパンチで2度もダウンを奪うも、徐々にローキックを当てられ続け、右足を骨折してレフェリーストップによる4R1:23TKO負けした。
1989年7月20日、地元ミルウォーキーで行われたFFKAスーパーミドル級タイトルマッチでアンディ・メイヨと対戦。3RKOで王座を獲得した。
1990年2月4日、ペンシルベニア州で行われたFFKAライトヘビー級タイトルマッチでケビン・ワーリーを判定で下し王座を獲得。
1990年8月19日、PKC全米ミドル級王座の防衛戦を行うも、マレック・ピトロウスキー（ポーランド）に10R判定負けし、王座から陥落した。
1991年6月22日、イリノイ州シカゴで行われたISKAフルコンタクト＆PKC世界ライトヘビー級ダブルタイトルマッチで、ピトロウスキー（王者）と再戦し、2RKO勝ちし両王座を獲得。
1991年、フランスで王座の防衛戦を行い、ロブ・カーマンと対戦。ローキック禁止に慣れないカーマンは思うように試合運びができず、ルーファスはパンチによるボディー攻撃で1Rにダウンを奪うと、2RにパンチでKO勝ちし、防衛に成功した。
1994年1月22日、アメリカ合衆国ネバダ州で行われた初代IKFプロフルコンタクト世界ライトヘビー級王者決定戦で、マイケル・マクドナルド（カナダ）を1R0:43でKOで下し初代王者となった。
1994年3月27日、カナダのモントリールで行われたPKC世界ライトヘビー級タイトルマッチでジャン・イヴ・テリオーと対戦。テリオーはローキック無しのフルコンタクトルールでは非常に名の知れたキックボクサーだった。4R目に左フックでダウンを奪われるも、その後は終始パンチと勢いを活かしたコンビネーションで12R3-0の判定勝ちで王座の防衛に成功した。
1994年11月、フランスで行われたISKAフルコンタクト世界ライトヘビー級王座（2分12R）の防衛戦で、アーネスト・ホーストと対戦。ホーストとは2度目の対戦だった。9Rにパンチでスタンディングダウンを奪われると、11Rに右ハイキックを受けてKO負けした。負けたルーファスは失神してしばらく立ち上がれないほどダメージを負っており、酸素マスクが必要なほどだった。
1996年6月1日、イゴール・シャラポフを5RTKOで下し、ISKAフルコンタクト世界ヘビー級王座を獲得。
1996年8月10日、ショーン・マクレインを4RTKOで下し、WBCアメリカ大陸クルーザー級王座を獲得。自身初のボクシングの王座獲得に成功した。
1997年2月22日、USBAクルーザー級王座決定戦で、後にIBF世界クルーザー級王者になり、K-1にも参戦したアーサー・ウィリアムスと対戦。4RTKO負けし王座獲得に失敗した。
1997年9月7日、「K-1 GRAND PRIX '97 開幕戦」でK-1に初参戦を果たした。ジェロム・レ・バンナと対戦し、レフェリーストップによるTKO負けを喫したが、バックハンドブローやダウンを奪うなど健闘を見せた。
1998年、IKFプロインターナショナル世界ヘビー級王者に転向し、初代王者に認定された。これは、IKFのルールにある「挑戦者が3年以上現れない」などの特定の条件を満たしたためである。この年に長女が生まれた。
1999年5月14日、アメリカ合衆国マサチューセッツ州で防衛戦を行い、スタン・ザ・マン（オーストラリア）を9RTKOで下し同王座の初防衛に成功した。
2001年11月30日、デール・ブラウンに9RTKO負けし、ボクシングから完全に引退した。
2002年に再婚。2人の子供が生まれる。
2002年5月3日、「K-1 WORLD GP 2002 世界地区予選ラスベガス大会」に出場。1回戦でカート・ハスレイを、準決勝でデューウィー・クーパーをそれぞれ3R判定3-0で下すと、決勝戦でマイケル・マクドナルドと対戦。3R判定で引き分けになり、延長ラウンドに入ったが、試合中に左ひざを痛めたため、試合続行が不可能となりTKO負けになった。
2003年9月29日、IKFに正式に引退届けを提出（ただし、その後もIKF以外の試合には出場し続けている）、タイトルは返上された。その後アリゾナ州テンピに引越し、「ルーファス・キックボクシング・センター」を開設し、後進の育成・指導を始めた。
2004年8月7日、米国ネバダ州ラスベガスで行われた「K-1 WORLD GP 2004 in LAS VEGAS」のスーパーファイトで曙と対戦。曙がプッシングを繰り返し減点されたため、3R判定3-0で勝利した。
2005年4月30日、「K-1 WORLD GP 2005 in LAS VEGAS」で武蔵と対戦。3R判定1-2で敗れた。
2008年2月23日、総合格闘技デビューとなるStrikeforceでモーリス・スミスと対戦し、ストレートアームバーで一本負けを喫した。
2012年10月14日、新体制となったK-1の日本大会に参戦、ジェームス・ウィルソンと対戦するも、お互い手数がほとんど出ず、結果ドローで凡戦に終わった。

## 戦績

### 総合格闘技
| 総合格闘技 戦績 | 総合格闘技 戦績 | 総合格闘技 戦績 | 総合格闘技 戦績 | 総合格闘技 戦績 | 総合格闘技 戦績 | 総合格闘技 戦績 |
| --------------- | --------------- | --------------- | --------------- | --------------- | --------------- | --------------- |
| 8 試合          | (T)KO           | 一本            | 判定            | その他          | 引き分け        | 無効試合        |
| 4 勝            | 2               | 0               | 2               | 0               | 0               | 0               |
| 4 敗            | 0               | 2               | 2               | 0               | 0               | 0               |

| 勝敗 | 対戦相手               | 試合結果                     | 大会名                             | 開催年月日     |
| ×    | ウェイン・コール       | 1R 0:36 腕ひしぎ十字固め     | Slammin Jammin Weekend 3           | 2009年5月9日   |
| ×    | ライアン・ジモー       | 1R 2:24 TKO（パンチ連打）    | Phoenix Fight Promotions: Wanted   | 2008年11月29日 |
| ×    | ヘクター・ラミレス     | 5分3R終了 判定0-3            | SuperFights MMA: Night of Combat 2 | 2008年10月11日 |
| ○    | レジー・カトー         | 2R TKO（タオル投入）         | C3 Fights: Clash in Concho         | 2008年9月19日  |
| ×    | トッド・ブラウン       | 2R 1:31 三角絞め             | Combat USA: Fight Night            | 2008年6月28日  |
| ○    | ホベルト・マルチネス   | 3R終了 判定3-0               | C3 Fights: Contenders              | 2008年6月7日   |
| ○    | BJ・レイシー           | 3R KO                        | Combat USA: Battle in the Bay 7    | 2008年5月30日  |
| ×    | マイケル・マクドナルド | 5分2R終了 判定0-3            | Strike FC: Night of Gladiators     | 2008年4月18日  |
| ○    | マイケル・ビュール     | 3分3R終了 判定3-0            | CCCF: Battle on the Border         | 2008年3月29日  |
| ×    | モーリス・スミス       | 1R 1:53 ストレートアームバー | Strikeforce: At The Dome           | 2008年2月23日  |

### キックボクシング
- 69戦 61勝 38KO 8敗

### プロボクシング
- 19戦 13勝 11KO 5敗 1分

## 獲得タイトル
- 空手
  - 空手USA大会優勝（4回）
- プロキックボクシング
  - PKCアメリカ合衆国ミドル級王座
  - FFKAスーパーミドル級王座
  - FFKAライトヘビー級王座
  - PKC世界ライトヘビー級王座
  - KICK世界スーパーミドル級王座
  - ISKAフルコンタクト世界ライトヘビー級王座
  - ISKAフルコンタクト世界ヘビー級王座
  - 初代IKFフルコンタクト世界ライトヘビー級王座（0度防衛）
  - 初代IKFインターナショナル世界ヘビー級王座（1度防衛）
  - K-1 USA GRAND PRIX '98 優勝
- プロボクシング
  - WBCアメリカ大陸クルーザー級王座